# Torps, Tuna och Njurunda tingslags valkrets
Torps, Tuna och Njurunda tingslags valkrets var i valen till andra kammaren 1866–1878 en egen valkrets med ett mandat. Valkretsen, som ungefär motsvarade Ljungans dalgång genom Medelpad, avskaffades inför valet 1881 då Torp och Tuna fördes till Medelpads västra domsagas valkrets medan Njurunda ingick i Medelpads östra domsagas valkrets. 

## Riksdagsmän
- Pehr Lithner, lmp (1867–1872)
- Anders Andersson (1873–1875)
- Pehr Lithner, lmp (1876–29/3 1878)
- Leonard Maijström (7/5–31/12 1878)
- Olof Perman (1879–1881)